# Cesare Vasoli
Cesare Vasoli (Firenze, 12 gennaio 1924 – Firenze, 16 aprile 2013) è stato uno storico della filosofia italiano.

## Biografia
Si è formato con Eugenio Garin e si è laureato su Nietzsche all'università di Firenze (1947) in Filosofia morale. Al suo maestro è rimasto sempre profondamente legato, riprendendo e sviluppandone in modo originale temi e motivi.
Tra il 1948 e il 56 è stato prima assistente e poi (1956-62) libero docente e incaricato di Storia della filosofia medievale nella facoltà di Lettere e filosofia della stessa università.
È stato prof. ordinario di storia della filosofia medievale (1962) alle università di Cagliari, Bari e Genova, poi a Firenze di filosofia morale (1970), di storia della filosofia (1975), quindi di storia della filosofia del Rinascimento (1980-94).
Vasoli era dottore honoris causa dell'Università della Sorbona di Parigi e del Centro studi superiori sul Rinascimento dell'Università di Tours. È stato inoltre presidente dell'Istituto Nazionale di Studi sul Rinascimento (1988-1996), di cui era consigliere onorario, e socio dell'Accademia Nazionale dei Lincei dal 1988.
Autore di una vasta bibliografia, tra i suoi libri si ricordano:
- La filosofia medievale (Feltrinelli 1968)
- La dialettica e la retorica dell'Umanesimo: "Invenzione" e "Metodo" nella cultura del XV e XVI secolo, (Feltrinelli 1968; nuova edizione La Città del sole 2007)
- Umanesimo e Rinascimento (Palumbo 1969)
- Magia e scienza nella civiltà umanistica (Il Mulino 1976)
- La filosofia moderna dal Quattrocento al Seicento (Vallardi 1976)
- La cultura delle corti (Cappelli, 1980)
- Filosofia e religione nella cultura del Rinascimento (Guida 1988)
- Tra maestri, umanisti e teologi: studi quattrocenteschi (Le Lettere 1991)
- Civitas mundi: studi sulla cultura del Cinquecento (Edizioni di Storia e letteratura 1996)
- Le filosofie del Rinascimento (Bruno Mondadori 2002)
- L'enciclopedismo del Seicento (Bibliopolis 2005)

Ha inoltre tradotto in italiano il Defensor Pacis e il Defensor minor di Marsilio da Padova ed ha curato, con Domenico De Robertis, l'edizione critica del Convivio di Dante (Ricciardi 1988).
Si è poi dedicato allo studio delle idee filosofiche e religiose (Marsilio Ficino, Girolamo Savonarola ed i suoi seguaci, Giorgio Benigno Salviati, Guillaume Postel, Francesco Patrizi da Cherso, Jean Bodin, Marsilio da Padova), e, in particolare, al ritorno della tradizione platonica ed al rapporto tra le varie filosofie del Rinascimento e la diffusione delle nuove concezioni religiose connesse alla Riforma protestante o alle particolari esperienze etico-politiche dell'età della Controriforma.